# Šime Vulin
Šime Vulin est un joueur croate de volley-ball né le 4 août 1983 à Šibenik. Il mesure 2,11 m et joue Central. Il totalise 32 sélections en équipe de Croatie.

## Carrière
Šime Vulin évolue de 1995 à 1996 à l'OK Šibenik, puis rejoint le Mladost Zagreb avec lequel il est à plusieurs reprises sacré champion de Croatie.
Il intègre l'Équipe de Croatie de volley-ball en 2002, avec laquelle il est médaillé d'argent de la Ligue européenne 2006.
Il évolue sous les couleurs du club italien de Prisma Volley de 2006 à 2008, puis retourne en Croatie au MOK Zagreb, puis à l'OK Varaždin. Il joue ensuite aux Pays-Bas, à l'AB Groningue de 2010 à 2011.
Il part ensuite en Égypte, remportant la Coupe d'Afrique des clubs champions en 2012 avec Zamalek. Il joue de 2012 à 2013 au Gazélec Ajaccio, puis à l'ASON de 2013 à 2014. Après un passage en Grèce au Pamvohaikos VC de 2014 à 2015, il rejoint les rangs du Club Alès en Cévennes volley-ball pour la saison 2015-2016. Il quitte Alès pour le club portugais de l'AJ Fonte do Bastardo en 2017.
En 2018, il rejoint le Martigues Volley-Ball.

## Palmarès

### Palmarès en sélection
- Médaillé d'argent de la Ligue européenne 2006[3]

### Palmarès en club
- Vainqueur de la Coupe d'Afrique des clubs champions en 2012 avec Zamalek[2]
- Vainqueur du Championnat de Croatie en 2001, 2002, 2003, 2004, 2005 et 2006 avec le Mladost Zagreb et en 2009 avec le MOK Zagreb[2]